# Bóng rổ tại Đại hội Thể thao châu Á 1974
Bóng rổ là một trong 16 bộ môn thể thao tổ chức tại Đại hội Thể thao châu Á 1974 ở Tehran, Iran. Israel giành danh hiệu hạng 2 đánh bại nhà vô địch Hàn Quốc trong trận giành chức vô địch. Bộ môn được tổ chức từ 2 đến 14 tháng 9 năm 1974.

## Tổng kết huy chương

### Bảng huy chương
| 1    | Israel (ISR)     | 1 | 0 | 0 | 1 |
| 1    | Nhật Bản (JPN)   | 1 | 0 | 0 | 1 |
| 3    | Hàn Quốc (KOR)   | 0 | 2 | 0 | 2 |
| 4    | Trung Quốc (CHN) | 0 | 0 | 2 | 2 |
| Tổng | Tổng             | 2 | 2 | 2 | 6 |

### Huy chương giành được
| Nội dung | Vàng           | Bạc            | Đồng             |
| -------- | -------------- | -------------- | ---------------- |
| Nam      | Israel (ISR)   | Hàn Quốc (KOR) | Trung Quốc (CHN) |
| Nữ       | Nhật Bản (JPN) | Hàn Quốc (KOR) | Trung Quốc (CHN) |

## Kết quả

### Nam

#### Vòng loại

##### Bảng A
| Đội        | Pld | W | L | PF  | PA  | PD  | Pts |
| ---------- | --- | - | - | --- | --- | --- | --- |
| Trung Quốc | 2   | 2 | 0 | 235 | 192 | +43 | 4   |
| Hàn Quốc   | 2   | 1 | 1 | 214 | 192 | +22 | 3   |
| Iraq       | 2   | 0 | 2 | 190 | 255 | −65 | 2   |

| 2 tháng 9 10:00 |                              | Trung Quốc | 101–93 | Hàn Quốc |  | Hội trường bóng rổ Aryamehr, Tehran |
| 2 tháng 9 10:00 | Điểm giữa hiệp: 51–55, 50–38 |            |        |          |  | Hội trường bóng rổ Aryamehr, Tehran |

| 4 tháng 9 16:00 |                              | Iraq | 99–134 | Trung Quốc |  | Hội trường bóng rổ Aryamehr, Tehran |
| 4 tháng 9 16:00 | Điểm giữa hiệp: 41–60, 58–74 |      |        |            |  | Hội trường bóng rổ Aryamehr, Tehran |

| 6 tháng 9 15:30 |  | Hàn Quốc | 121–91 | Iraq |  | Hội trường bóng rổ Aryamehr, Tehran |

##### Bảng B
| Đội         | Pld | W | L | PF  | PA  | PD  | Pts |
| ----------- | --- | - | - | --- | --- | --- | --- |
| Israel      | 1   | 1 | 0 | 122 | 73  | +49 | 2   |
| Philippines | 1   | 0 | 1 | 73  | 122 | −49 | 1   |

| 2 tháng 9 8:30 |  | Israel | 122–73 | Philippines |  | Hội trường bóng rổ Aryamehr, Tehran |

##### Bảng C
| Đội               | Pld | W | L | PF  | PA  | PD  | Pts |
| ----------------- | --- | - | - | --- | --- | --- | --- |
| Nhật Bản          | 2   | 2 | 0 | 178 | 153 | +25 | 4   |
| CHDCND Triều Tiên | 2   | 1 | 1 | 181 | 147 | +34 | 3   |
| Kuwait            | 2   | 0 | 2 | 148 | 207 | −59 | 2   |

| 2 tháng 9 18:00 |                              | Nhật Bản | 77–75 | CHDCND Triều Tiên |  | Hội trường bóng rổ Aryamehr, Tehran |
| 2 tháng 9 18:00 | Điểm giữa hiệp: 46–37, 31–38 |          |       |                   |  | Hội trường bóng rổ Aryamehr, Tehran |

| 4 tháng 9 17:30 |                              | Kuwait | 70–106 | CHDCND Triều Tiên |  | Hội trường bóng rổ Aryamehr, Tehran |
| 4 tháng 9 17:30 | Điểm giữa hiệp: 29–57, 41–49 |        |        |                   |  | Hội trường bóng rổ Aryamehr, Tehran |

| 6 tháng 9 17:00 |                              | Nhật Bản | 101–78 | Kuwait |  | Hội trường bóng rổ Aryamehr, Tehran |
| 6 tháng 9 17:00 | Điểm giữa hiệp: 59–39, 42–39 |          |        |        |  | Hội trường bóng rổ Aryamehr, Tehran |

##### Bảng D
| Đội      | Pld | W | L | PF  | PA  | PD  | Pts |
| -------- | --- | - | - | --- | --- | --- | --- |
| Iran     | 2   | 2 | 0 | 225 | 148 | +77 | 4   |
| Pakistan | 2   | 1 | 1 | 197 | 176 | +21 | 3   |
| Bahrain  | 2   | 0 | 2 | 141 | 239 | −98 | 2   |

| 2 tháng 9 16:30 |                              | Iran | 128–62 | Bahrain |  | Hội trường bóng rổ Aryamehr, Tehran |
| 2 tháng 9 16:30 | Điểm giữa hiệp: 57–32, 71–30 |      |        |         |  | Hội trường bóng rổ Aryamehr, Tehran |

| 4 tháng 9 19:00 |  | Pakistan | 111–79 | Bahrain |  | Hội trường bóng rổ Aryamehr, Tehran |

| 6 tháng 9 18:30 |                              | Iran | 97–86 | Pakistan |  | Hội trường bóng rổ Aryamehr, Tehran |
| 6 tháng 9 18:30 | Điểm giữa hiệp: 55–41, 42–45 |      |       |          |  | Hội trường bóng rổ Aryamehr, Tehran |

#### Giành vị trí 9 đến 11
| Đội     | Pld | W | L | PF  | PA  | PD  | Pts |
| ------- | --- | - | - | --- | --- | --- | --- |
| Iraq    | 2   | 2 | 0 | 204 | 123 | +81 | 4   |
| Kuwait  | 2   | 1 | 1 | 169 | 159 | +10 | 3   |
| Bahrain | 2   | 0 | 2 | 127 | 218 | −91 | 2   |

| 9 tháng 9 16:00 |                              | Bahrain | 61–111 | Iraq |  | Hội trường bóng rổ Aryamehr, Tehran |
| 9 tháng 9 16:00 | Điểm giữa hiệp: 29–56, 32–55 |         |        |      |  | Hội trường bóng rổ Aryamehr, Tehran |

| 10 tháng 9 15:30 |                              | Kuwait | 107–66 | Bahrain |  | Hội trường bóng rổ Aryamehr, Tehran |
| 10 tháng 9 15:30 | Điểm giữa hiệp: 54–30, 53–36 |        |        |         |  | Hội trường bóng rổ Aryamehr, Tehran |

| 12 tháng 9 15:30 |                              | Iraq | 93–62 | Kuwait |  | Hội trường bóng rổ Aryamehr, Tehran |
| 12 tháng 9 15:30 | Điểm giữa hiệp: 43–33, 50–29 |      |       |        |  | Hội trường bóng rổ Aryamehr, Tehran |

#### Vòng 2

##### Bảng A
| Đội               | Pld | W | L | PF  | PA  | PD  | Pts | Tiebreaker  |
| ----------------- | --- | - | - | --- | --- | --- | --- | ----------- |
| Trung Quốc        | 3   | 2 | 1 | 266 | 246 | +20 | 5   | 1–1 / 1.024 |
| Philippines       | 3   | 2 | 1 | 273 | 268 | +5  | 5   | 1–1 / 1.017 |
| CHDCND Triều Tiên | 3   | 2 | 1 | 254 | 240 | +14 | 5   | 1–1 / 0.960 |
| Iran              | 3   | 0 | 3 | 234 | 273 | −39 | 3   |             |

| 7 tháng 9 20:00 |                              | Trung Quốc | 86–77 | CHDCND Triều Tiên |  | Hội trường bóng rổ Aryamehr, Tehran |
| 7 tháng 9 20:00 | Điểm giữa hiệp: 52–39, 34–38 |            |       |                   |  | Hội trường bóng rổ Aryamehr, Tehran |

| 8 tháng 9 17:00 |                              | Philippines | 93–91 | Iran |  | Hội trường bóng rổ Aryamehr, Tehran |
| 8 tháng 9 17:00 | Điểm giữa hiệp: 55–40, 38–51 |             |       |      |  | Hội trường bóng rổ Aryamehr, Tehran |

| 10 tháng 9 17:00 |                              | Trung Quốc | 86–91 | Philippines |  | Hội trường bóng rổ Aryamehr, Tehran |
| 10 tháng 9 17:00 | Điểm giữa hiệp: 49–47, 37–44 |            |       |             |  | Hội trường bóng rổ Aryamehr, Tehran |

| 10 tháng 9 18:30 |                              | Iran | 65–86 | CHDCND Triều Tiên |  | Hội trường bóng rổ Aryamehr, Tehran |
| 10 tháng 9 18:30 | Điểm giữa hiệp: 35–40, 30–46 |      |       |                   |  | Hội trường bóng rổ Aryamehr, Tehran |

| 12 tháng 9 17:00 |                              | Philippines | 89–91 | CHDCND Triều Tiên |  | Hội trường bóng rổ Aryamehr, Tehran |
| 12 tháng 9 17:00 | Điểm giữa hiệp: 41–46, 48–45 |             |       |                   |  | Hội trường bóng rổ Aryamehr, Tehran |

| 12 tháng 9 20:00 |                              | Trung Quốc | 94–78 | Iran |  | Hội trường bóng rổ Aryamehr, Tehran |
| 12 tháng 9 20:00 | Điểm giữa hiệp: 51–39, 43–39 |            |       |      |  | Hội trường bóng rổ Aryamehr, Tehran |

##### Bảng B
| Đội      | Pld | W | L | PF  | PA  | PD  | Pts |
| -------- | --- | - | - | --- | --- | --- | --- |
| Israel   | 3   | 3 | 0 | 216 | 161 | +57 | 6   |
| Hàn Quốc | 3   | 2 | 1 | 336 | 288 | +48 | 5   |
| Nhật Bản | 3   | 1 | 2 | 287 | 293 | −6  | 4   |
| Pakistan | 3   | 0 | 3 | 175 | 274 | −99 | 2   |

| 7 tháng 9 17:00 |          | Israel | 2–0 | Pakistan |  | Hội trường bóng rổ Aryamehr, Tehran |
| 7 tháng 9 17:00 | Walkover |        |     |          |  | Hội trường bóng rổ Aryamehr, Tehran |

| 7 tháng 9 18:30 |  | Nhật Bản | 86–104 | Hàn Quốc |  | Hội trường bóng rổ Aryamehr, Tehran |

| 9 tháng 9 17:30 |                              | Nhật Bản | 133–89 | Pakistan |  | Hội trường bóng rổ Aryamehr, Tehran |
| 9 tháng 9 17:30 | Điểm giữa hiệp: 73–44, 60–45 |          |        |          |  | Hội trường bóng rổ Aryamehr, Tehran |

| 9 tháng 9 19:00 |                              | Israel | 116–93 | Hàn Quốc |  | Hội trường bóng rổ Aryamehr, Tehran |
| 9 tháng 9 19:00 | Điểm giữa hiệp: 59–50, 57–43 |        |        |          |  | Hội trường bóng rổ Aryamehr, Tehran |

| 11 tháng 9 15:30 |                              | Pakistan | 86–139 | Hàn Quốc |  | Hội trường bóng rổ Aryamehr, Tehran |
| 11 tháng 9 15:30 | Điểm giữa hiệp: 33–66, 53–73 |          |        |          |  | Hội trường bóng rổ Aryamehr, Tehran |

| 12 tháng 9 18:30 |                              | Nhật Bản | 68–100 | Israel |  | Hội trường bóng rổ Aryamehr, Tehran |
| 12 tháng 9 18:30 | Điểm giữa hiệp: 37–41, 31–59 |          |        |        |  | Hội trường bóng rổ Aryamehr, Tehran |

#### Giành vị trí 5 đến 8
|  | Vị trí thứ 5 đến 8 | Vị trí thứ 5 đến 8 |              |    | Vị trí thứ 5 | Vị trí thứ 5 |
|  |                    |                    |              |    |              |              |
|  | 13                 |                    |              |    |              |              |
|  |                    |                    |              |    |              |              |
|  | Nhật Bản           | 86                 |              |    |              |              |
|  | Nhật Bản           | 86                 | 14           |    |              |              |
|  | Iran               | 89                 |              |    |              |              |
|  | Iran               | 89                 | Iran         | 74 |              |              |
|  | 13                 |                    | Iran         | 74 |              |              |
|  |                    | CHDCND Triều Tiên  | 75           |    |              |              |
|  | Pakistan           | CHDCND Triều Tiên  | 75           | 93 |              |              |
|  | Pakistan           |                    |              | 93 |              |              |
|  | CHDCND Triều Tiên  | 107                |              |    |              |              |
|  | CHDCND Triều Tiên  | 107                | Vị trí thứ 7 |    |              |              |
|  |                    |                    |              |    |              |              |
|  | 14                 |                    |              |    |              |              |
|  |                    |                    |              |    |              |              |
|  | Nhật Bản           | 101                |              |    |              |              |
|  | Nhật Bản           | 101                |              |    |              |              |
|  | Pakistan           | 90                 |              |    |              |              |

##### Bán kết
| 13tháng 9 15:30 |                              | Iran | 89–86 | Nhật Bản |  | Hội trường bóng rổ Aryamehr, Tehran |
| 13tháng 9 15:30 | Điểm giữa hiệp: 41–43, 48–43 |      |       |          |  | Hội trường bóng rổ Aryamehr, Tehran |

| 13 tháng 9 17:00 |                              | CHDCND Triều Tiên | 107–93 | Pakistan |  | Hội trường bóng rổ Aryamehr, Tehran |
| 13 tháng 9 17:00 | Điểm giữa hiệp: 63–58, 44–35 |                   |        |          |  | Hội trường bóng rổ Aryamehr, Tehran |

##### Vị trí thứ 7
| 14 16:00 |  | Nhật Bản | 101–90 | Pakistan |  | Hội trường bóng rổ Aryamehr, Tehran |

##### Vị trí thứ 5
| 14 tháng 9 17:30 |  | Iran | 74–75 | CHDCND Triều Tiên |  | Hội trường bóng rổ Aryamehr, Tehran |

#### Chung kết
|  | Bán kết       | Bán kết  |                       |     | Chung kết | Chung kết |
|  |               |          |                       |     |           |           |
|  | 13            |          |                       |     |           |           |
|  |               |          |                       |     |           |           |
|  | Israel        | 123      |                       |     |           |           |
|  | Israel        | 123      | 15                    |     |           |           |
|  | Philippines   | 101      |                       |     |           |           |
|  | Philippines   | 101      | Israel                | 92  |           |           |
|  | 13            |          | Israel                | 92  |           |           |
|  |               | Hàn Quốc | 85                    |     |           |           |
|  | Trung Quốc    | Hàn Quốc | 85                    | 114 |           |           |
|  | Trung Quốc    |          |                       | 114 |           |           |
|  | Hàn Quốc (OT) | 119      |                       |     |           |           |
|  | Hàn Quốc (OT) | 119      | Tranh huy chương đồng |     |           |           |
|  |               |          |                       |     |           |           |
|  | 15            |          |                       |     |           |           |
|  |               |          |                       |     |           |           |
|  | Philippines   | 89       |                       |     |           |           |
|  | Philippines   | 89       |                       |     |           |           |
|  | Trung Quốc    | 102      |                       |     |           |           |

##### Bán kết
| 13tháng 9 18:30 |                              | Israel | 123–101 | Philippines |  | Hội trường bóng rổ Aryamehr, Tehran |
| 13tháng 9 18:30 | Điểm giữa hiệp: 62–45, 48–43 |        |         |             |  | Hội trường bóng rổ Aryamehr, Tehran |

| 13 tháng 9 20:00 |  | Trung Quốc | 114–119 | Hàn Quốc | OT | Hội trường bóng rổ Aryamehr, Tehran |

##### Tranh huy chương đồng
| 15 tháng 9 9:30 |                              | Philippines | 89–102 | Trung Quốc |  | Hội trường bóng rổ Aryamehr, Tehran |
| 15 tháng 9 9:30 | Điểm giữa hiệp: 44–47, 45–55 |             |        |            |  | Hội trường bóng rổ Aryamehr, Tehran |

##### Cuối cùng
| 15 15:30 |                              | Israel | 92–85 | Hàn Quốc |  | Hội trường bóng rổ Aryamehr, Tehran |
| 15 15:30 | Điểm giữa hiệp: 50–43, 42–42 |        |       |          |  | Hội trường bóng rổ Aryamehr, Tehran |

#### Thứ hạng cuối cùng
| Hạng | Đội               |
| ---- | ----------------- |
|      | Israel            |
|      | Hàn Quốc          |
|      | Trung Quốc        |
| 4    | Philippines       |
| 5    | CHDCND Triều Tiên |
| 6    | Iran              |
| 7    | Nhật Bản          |
| 8    | Pakistan          |
| 9    | Iraq              |
| 10   | Kuwait            |
| 11   | Bahrain           |

### Nữ
| Hạng | Đội               | Pld | W | L | PF  | PA  | PD   | Pts |
| ---- | ----------------- | --- | - | - | --- | --- | ---- | --- |
|      | Nhật Bản          | 4   | 4 | 0 | 321 | 238 | +83  | 8   |
|      | Hàn Quốc          | 4   | 3 | 1 | 309 | 248 | +61  | 7   |
|      | Trung Quốc        | 4   | 2 | 2 | 338 | 311 | +27  | 6   |
| 4    | CHDCND Triều Tiên | 4   | 1 | 3 | 305 | 292 | +13  | 5   |
| 5    | Iran              | 4   | 0 | 4 | 163 | 347 | −184 | 4   |

| 3 tháng 9 17:00 |                              | Hàn Quốc | 84–71 | Trung Quốc |  | Hội trường bóng rổ Aryamehr, Tehran |
| 3 tháng 9 17:00 | Điểm giữa hiệp: 38–31, 46–40 |          |       |            |  | Hội trường bóng rổ Aryamehr, Tehran |

| 3 tháng 9 18:30 |                              | Nhật Bản | 89–24 | Iran |  | Hội trường bóng rổ Aryamehr, Tehran |
| 3 tháng 9 18:30 | Điểm giữa hiệp: 43–14, 46–10 |          |       |      |  | Hội trường bóng rổ Aryamehr, Tehran |

| 5tháng 9 17:00 |  | Iran | 36–95 | CHDCND Triều Tiên |  | Hội trường bóng rổ Aryamehr, Tehran |

| 5tháng 9 18:30 |  | Nhật Bản | 71–70 | Hàn Quốc |  | Hội trường bóng rổ Aryamehr, Tehran |

| 8 tháng 9 15:30 |                              | Trung Quốc | 89–60 | Iran |  | Hội trường bóng rổ Aryamehr, Tehran |
| 8 tháng 9 15:30 | Điểm giữa hiệp: 48–26, 41–34 |            |       |      |  | Hội trường bóng rổ Aryamehr, Tehran |

| 8 tháng 9 18:30 |                              | CHDCND Triều Tiên | 64–77 | Nhật Bản |  | Hội trường bóng rổ Aryamehr, Tehran |
| 8 tháng 9 18:30 | Điểm giữa hiệp: 35–32, 29–45 |                   |       |          |  | Hội trường bóng rổ Aryamehr, Tehran |

| 11 tháng 9 17:00 |                              | Iran | 43–74 | Hàn Quốc |  | Hội trường bóng rổ Aryamehr, Tehran |
| 11 tháng 9 17:00 | Điểm giữa hiệp: 22–48, 21–26 |      |       |          |  | Hội trường bóng rổ Aryamehr, Tehran |

| 11 tháng 9 18:30 |                              | CHDCND Triều Tiên | 83–98 | Trung Quốc |  | Hội trường bóng rổ Aryamehr, Tehran |
| 11 tháng 9 18:30 | Điểm giữa hiệp: 39–44, 44–54 |                   |       |            |  | Hội trường bóng rổ Aryamehr, Tehran |

| 14 tháng 9 19:00 |  | Hàn Quốc | 81–63 | CHDCND Triều Tiên |  | Hội trường bóng rổ Aryamehr, Tehran |

| 14 tháng 9 20:30 |                              | Nhật Bản | 84–80 | Trung Quốc |  | Hội trường bóng rổ Aryamehr, Tehran |
| 14 tháng 9 20:30 | Điểm giữa hiệp: 45–44, 39–36 |          |       |            |  | Hội trường bóng rổ Aryamehr, Tehran |